# Darren Cave
Darren Moore Cave (Belfast, 5 aprile 1987) è un ex rugbista a 15 nordirlandese che giocava nel ruolo di tre quarti centro. A livello internazionale ha vestito in 11 occasioni la maglia dell'Irlanda.

## Biografia
Nativo di Holywood, sobborgo di Belfast, capitale dell'Irlanda del Nord, Cave fu studente alla Sullivan Upper School e milita a livello di club nel Belfast Harlequins e prima di diventare professionista a tempo pieno rappresentò l'Ulster e l'Irlanda a livello Under-19 e 21.
A 19 anni firmò il contratto d'apprendistato con l'Ulster e debuttò in prima squadra in Celtic League.
Esordì nell'Irlanda il 23 maggio 2009 a Vancouver contro il Canada durante un tour in Nordamerica una settimana più tardi fu a Santa Clara contro gli Stati Uniti, ma quelli furono, per 3 anni, i suoi unici incontri internazionali perché una lunga serie di infortuni lo costrinse per molto tempo fuori dal campo e gli fece perdere l'opportunità di essere valutato per la Coppa del Mondo di rugby 2011.
Fu impiegato saltuariamente in Nazionale dopo il 2012, ma ugualmente fu convocato tra i giocatori che presero parte alla Coppa del Mondo di rugby 2015 in Inghilterra, ivi disputando il suo più recente incontro internazionale, a Londra contro la Romania.